# 公胤
公胤（こういん、久安元年（1145年）- 建保4年閏6月20日（1216年8月5日））は、平安時代末期から鎌倉時代前期にかけての天台宗の僧・歌人。村上源氏出身で、父は中院右少将源憲俊。号は明王院。従兄弟に俊寛がいる。

## 略歴
園城寺（三井寺）に入って叔父行顕に天台・密教を学び、阿闍梨となる。寿永2年（1183年）、律師に任じられている。源氏将軍家の帰依を受け、度々鎌倉に下向した。後に北条政子の願いにより源頼家の遺児である公暁を弟子として預かった。一方で後鳥羽上皇の信望も厚く、園城寺長吏・法勝寺別当・僧正に任じられている。当初は建久9年（1198年）に法然が「選択本願念仏集」を著したとき、これを批判した「浄土決疑抄」を著した。曹洞宗の祖道元に臨済宗の栄西への入門を勧めたことでも知られる。
歌人でもあり、『新古今和歌集』に1首（歌番号1935）入集している。